# Unfallmechanismus
Der Unfallmechanismus beschreibt die Umstände, unter denen bei einem Unfall Verletzungen entstanden sind. Das Ausmaß der Verletzung ist abhängig von der Stärke, Dauer und Richtung der Gewalteinwirkung sowie von der Position des Patienten während des Ereignisses. Die Kenntnis des Unfallmechanismus ist essentiell für die  weitere Diagnostik, da vom Unfallhergang auf mögliche unsichtbare Knochen- und Weichteilverletzungen geschlossen werden kann.

## Verkehrsunfälle
Verkehrsunfälle sind nach Sport- und Freizeitunfällen in Österreich die zweithäufigste Unfallursache.  Bei der Kollision von zwei Kraftfahrzeugen werden folgende 5 Kollisionsformen unterschieden:
- Frontalaufprall
- Heckaufprall
- Seitenaufprall
- Rotationsaufprall
- Überschlag

Jede Kollisionsart verursacht typische Verletzungsmuster, wobei die Verletzungen bei einem Seitenaufprall meist deutlich schwerer sind als bei einem Frontalaufprall. Beispielsweise ist bei einem Heckaufprall häufig die Halswirbelsäule betroffen, während das Becken bei einem Seitenaufprall häufiger verletzt ist als bei einem Frontalaufprall.

### Phasen des Aufpralls
Der Aufprall, also die Kollision zweier Objekte, beinhaltet drei Aufschläge:
1. der Aufschlag der beiden Fahrzeuge
2. der Aufschlag der Insassen innerhalb des Fahrzeugs
3. der Aufschlag der Organe im Inneren des Insassen

In der zweiten Phase wird zusätzlich unterschieden, ob die Person angegurtet war oder nicht. Ein nicht angegurteter Fahrer prallt üblicherweise mit dem Kopf gegen die Windschutzscheibe, mit dem Brustkorb gegen das Lenkrad und mit dem Knie gegen das Armaturenbrett, während ein angegurteter Fahrer mit dem Kopf gegen das Lenkrad, mit dem Brustkorb gegen den Gurt und mit den Knien ebenfalls gegen das Armaturenbrett prallt.

### Unfälle mit Fußgängern
Prallt ein Kraftfahrzeug gegen einen Fußgänger, so bleibt der Lenker oft unverletzt, während der Fußgänger teils schwere Verletzungen erleidet. Der Fußgänger schlägt nach dem primären Aufprall mit dem Rumpf und dem Kopf an Teilen des Fahrzeuges auf, gleitet danach vom Fahrzeug ab und schlägt auf dem Boden auf. Die genaue Art der Kollision ist von der Geschwindigkeit des beteiligten Fahrzeuges abhängig:
- bis 50 km/h: Der Fußgänger schlägt mit dem Kopf auf der Motorhaube auf
- 50 bis 70 km/h: Der Fußgänger schlägt mit dem Kopf auf der Windschutzscheibe auf
- mehr als 70 km/h: Der Fußgänger wird über das Dach hinweggeschleudert

## Bedeutung für den Rettungsdienst
Aufgrund mangelnder diagnostischer Möglichkeiten am Einsatzort arbeitet der Rettungsdienst symptomorientiert, wobei das Aufrechterhalten der Vitalfunktionen an oberster Stelle steht. Bei Unfällen entstandene Verletzungen, wie zum Beispiel innere Blutungen, sind allerdings oft nicht direkt erkennbar. Hier ist es wichtig, Informationen zum Unfallmechanismus zu erhalten, um daraus Rückschlüsse auf Verletzungen ziehen zu können.